# Digne de la patrie
Pour plus de détails, voir Fiche technique et Distribution.
Digne de la patrie (en russe : Eïo geroïtchesky podvig / Её геройский подвиг) est un film russe muet réalisé en 1914 par Evgueni Bauer.

## Synopsis
Il y a vingt ans que, dans sa jeunesse, Madame Moskina a accompli un exploit héroïque : elle a poignardé avec un couteau à dessert le bougre qui a tenté de l'embrasser. Pour ce fait, elle a reçu une couronne de laurier et une mention élogieuse de la Société pour la protection de la vertu. Elle a accroché ses distinctions, avec le couteau, au mur de son salon. Depuis lors, tous la craignent, les travailleurs, sa nièce Lisa et son mari qui, soumis, est régulièrement enfermé dans un placard. Mais le mari fidèle se révolte soudainement la vingt et unième année quand la charmante voisine Clorinda, une ancienne danseuse, conquiert son cœur. Apprenant sa présence dans la maison, Moskine choisi de sortir de son placard. Il se jette à genoux devant sa déesse. Quand sa femme en colère lui intime l'ordre de réintégrer son lieu de détention, il décide de s'enfuir, poursuivi par sa femme. L'exubérante Clorinda lance alors un pot de fleurs par la fenêtre, au moment de leur passage. La police envahit l'appartement de Clorinda et Moskine, terrifié, décide de feindre la folie.
Moskine retrouve Robert, un ami d'enfance qu'il n'avait pas vu depuis plus de vingt ans et qui lui résume un roman. Dans le personnage de l'héroïne du livre, Moskine reconnaît l'histoire de sa femme et voit son exploit héroïque sous une lumière complètement différente.
C'est maintenant lui qui enferme sa femme dans un placard. Il sort et va dîner chez la voisine.

## Fiche technique
- Titre : Digne de la patrie
- Titre original : Eïo geroïtchesky podvig / Её геройский подвиг
- Réalisateur : Evgueny Bauer
- Scénariste :
- Producteur : Alexandre Khanjonkov
- Société de production : Khanjonkov
- Pays de production :  Empire russe
- Durée : court-métrage
- Genre : comédie
- Couleur : noir et blanc
- Format : muet
- Dates de sortie : 
  - Empire russe : 29 septembre 1914

## Distribution
- Nicolaï Bachilov : Moskine
- Lydia Tridenskaya : la femme de Moskine
- Dora Chitorina : Lisa, la nièce de Moskine
- Ivan Mosjoukine : Robert
- Lina Bauer : Clorinda, ancienne danseuse, la voisine